# 恋してはじめて知った君
『恋してはじめて知った君』（こいしてはじめてしったきみ）は、BAADの10枚目のシングル。

## 概要
- 表題曲「恋してはじめて知った君」はアニメ「発明BOYカニパン」のエンディング・テーマ。

## 収録曲
1. 恋してはじめて知った君
作詞：BAAD　作曲：大田紳一郎　編曲：BAAD & T.SAIOTH
2. NAKED
作詞：大田紳一郎　作曲：大田紳一郎　編曲：BAAD & T.SAITOH
3. 恋してはじめて知った君(original karaoke)